# Galasso Galassi

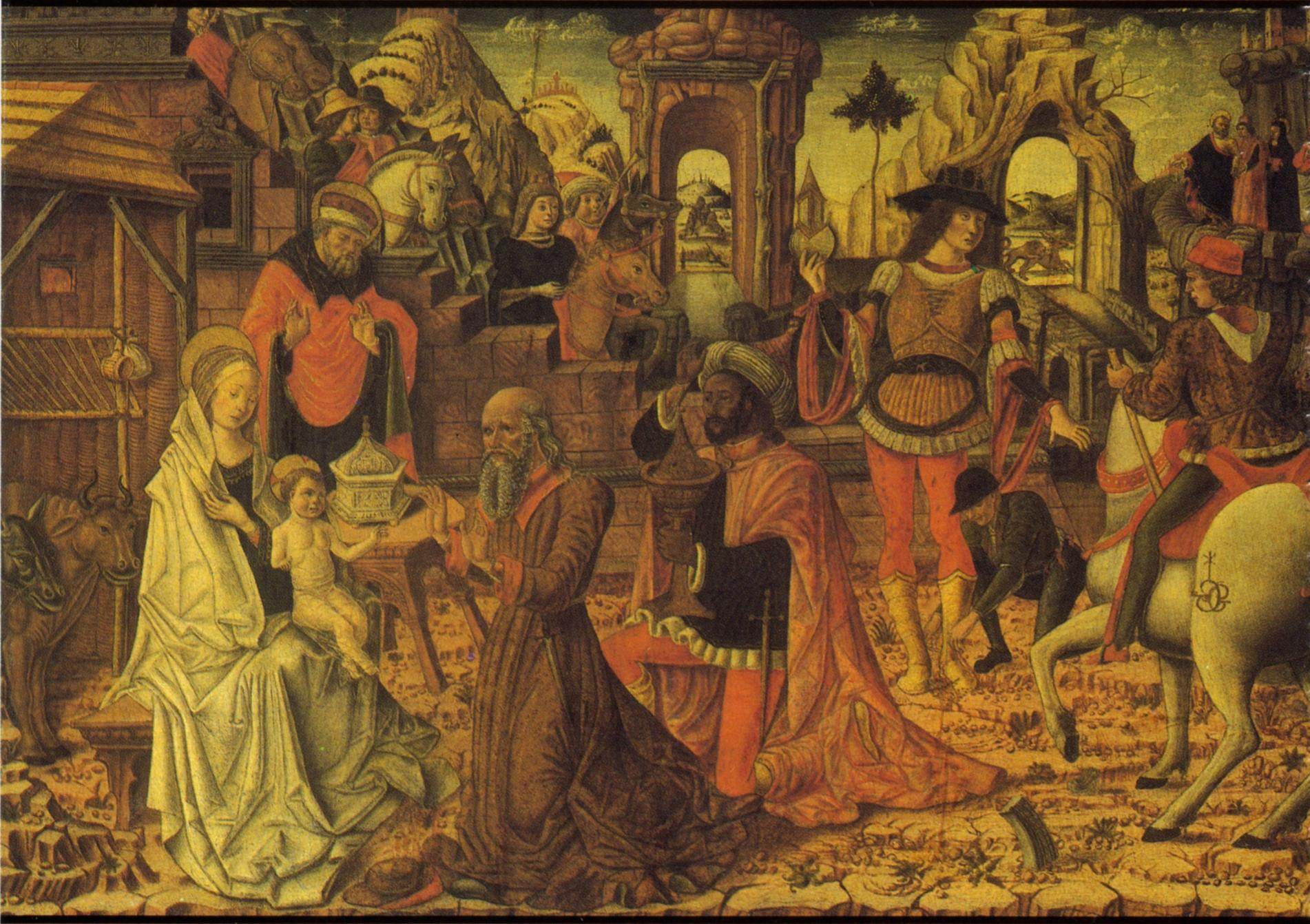
Adoración de los Reyes, Róterdam, Museum Boijmans van Beuningen.

Galasso Galassi, Galasso Ferrarese o Galasso di Matteo Piva (activo entre 1450-1473), fue un pintor renacentista italiano. Hijo del zapatero Matteo Piva, trabajó fundamentalmente en Ferrara donde figura su nombre en los libros de cuentas de la Casa de Este en relación con la decoración del palacio Belriguardo. De su vida apenas se sabe lo que de él cuenta Giorgio Vasari en la primera edición de las Vite, donde le dedicó una pequeña reseña biográfica suponiéndole discípulo de Piero della Francesca e introductor en Ferrara de la pintura al óleo. También según Vasari trabajó en Bolonia, en la capilla de Santo Domingo y en la iglesia de Santa María del Monte.
Ninguna de las obras que se le atribuyen puede asignársele con seguridad.